# Paris-Brasschaat
Paris-Brasschaat est une ancienne course cycliste belge, d'une distance de près de 500 km, organisée le 10 septembre 1935 entre la Capitale française et la ville de Brasschaat située en Région flamande dans la province d'Anvers, entre Schoten et Kapellen. 

## Palmarès
| Année | Vainqueur    | Deuxième        | Troisième    |
| ----- | ------------ | --------------- | ------------ |
| 1935  | Jean Wauters | Michel Catteeuw | Frans Dictus |